# Склерофітні рідколісся Середньоафганських гір
Склерофітні рідколісся Середньоафганських гір (ідентифікатор WWF: PA1309) — палеарктичний екорегіон пустель і склерофітних чагарників, розташований в горах Центрального Афганістану.

## Географія
Екорегіон сухих склерофітних рідколісь Середньоафганських гір розташований на півдні Центральноафганського нагір'я, на сухих південних і східних схилах Середньоафганських гір. Ці гори є західним продовженням Гіндукушу і діляться на кілька гірських хребтів, з яких найбільш значними є хребти Кох-і Баба та Кох-е Пагман. Середня висота регіону становить 2058 м над рівнем моря, а найвищою вершиною є гора Кух-е Кокзаро Загіча висотою 5125 м, розташована на крайньому північному сході екорегіону.
На півдні, у Систанському басейні, екорегіон переходить у піщану пустелю Регістану та Північного Пакистану. В горах на північ від регіону поширені альпійські луки Горату та Хазареджату.

## Клімат
В межах екорегіону домінує підтип вологого континентального клімату, який характеризується спекотним і сухим літом (Dsa за класифікацією кліматів Кеппена). Середньорічна температура становить 22 °C, середня максимальна температура 31,1 °C, середня мінімальна температура -11,8 °C. Середньорічна кількість опадів коливається від 114 до 1000 мм, в середньому 301,5 мм.

## Флора і фауна
За даними супутникового аналізу, 65 % площі екорегіону мають рідкісний рослинний покрив, а ще 27 % території мають трав'янистий покрив. На висоті від 1150 до 1800 м над рівнем моря зустрічаються фісташкові зарості, де ростуть кущі туполистої фісташки (Pistacia atlantica). На цих висотах середньорічна кількість опадів становить від 250 до 400 м над рівнем моря. Вище в горах, на висоті від 2000 до 2800 м над рівнем моря, зустрічаються рідколісся, де домінує мигдаль (Amygdalus). Вони ознаменовують собою перехідну зону до субальпійської рослинності у високогір'ях.
Значна частина рослинного покриву зазнала деградації внаслідок дій людини. Наразі справжні ліси займають лише близько 1 % площі екорегіону, а території, на яких вони раніше були поширені, зайняті чагарниковими заростями.
Екорегіон є домом для великої кількості ссавців, птахів і земноводних. Тут зустрічаються рудуваті пискухи (Ochotona rufescens), капські зайці (Lepus capensis), жовті ховрахи (Spermophilus fulvus), очеретяні коти (Felis chaus) та дикі свині (Sus scrofa). Серед рідкісних ссавців слід навести снігового барса або ірбіса (Panthera uncia) та гімалайського ведмедя (Ursus thibetanus). У гірських струмках живуть афганські кутозуби (Paradactylodon mustersi), ендемічний вид саламандр. На берегах безстічного солоного озера Абі-Істада можна побачити рожевокрилих фламінго (Phoenicopterus roseus), чорнокрилих куликів-довгоногів (Himantopus himantopus), товстодзьобих пісочників (Charadrius leschenaultii) та рідкісних білих журівлів (Leucogeranus leucogeranus). Також в регіоні зустрічаються рідкісні перелітні степові чайки (Vanellus gregarius) та майже ендемічні афганські нівероли (Pyrgilauda theresae). Можливо, в регіоні досі збереглися бенгальські сипи (Gyps bengalensis), хоча вважається, що вони вже вимерли в Афганістані.

## Збереження
Оцінка 2017 року показала, що 282 км², або менше 1 % екорегіону, є заповідними територіями. Єдиною природоохоронною територією регіону є заповідник Абі-Істада.